# Katastrofa lotu Swissair 330
Katastrofa lotu Swissair 330 – katastrofa lotnicza z udziałem samolotu szwajcarskich linii Swissair, obsługującego rejs nr 330 Zurych - Tel Awiw-Jafa wydarzyła się 21 lutego 1970 roku. W jej wyniku życie straciło 47 osób.

## Katastrofa
Sześć minut po godzinie trzynastej, 21 lutego 1970 roku, z portu lotniczego Zurych-Kloten, w lot do stolicy Izraela wyruszyło 38 osób i dziewięcioosobowa załoga z pokładu samolotu Convair CV-990-30A-6 (nr rejestr.: HB-ICD).
W dziewięć minut po starcie, w tylnym luku bagażowym maszyny Basel Land nastąpiła eksplozja. Piloci podjęli nieudaną próbę powrotu na lotnisko. Wnętrze maszyny wypełnił gęsty dym, znacznie utrudniający pilotaż. Odrzutowiec rozbił się w lasach nieopodal Würenlingen, zabijając wszystkie 47 osób na pokładzie.

## Wydarzenia powiązane
Rejs nr 330 do Tel Awiwu nie był jedynym celem ataku tego dnia. Inny ładunek – podłożony na pokładzie Caravelli, odbywającej rejs Frankfurt-Wiedeń – eksplodował wkrótce po starcie z Niemiec. W tym przypadku załodze udało się bezpiecznie wylądować.

## Przyznanie do zamachu
Utrzymuje się, że za zamachami stoi Ludowy Front Wyzwolenia Palestyny.